# Vulpia cynosuroides
Vulpia cynosuroides är en gräsart som först beskrevs av René Louiche Desfontaines, och fick sitt nu gällande namn av Filippo Parlatore. Vulpia cynosuroides ingår i släktet ekorrsvinglar, och familjen gräs. Inga underarter finns listade i Catalogue of Life.